# Coelotes doii
Coelotes doii là một loài nhện trong họ Amaurobiidae.
Loài này thuộc chi Coelotes. Coelotes doii được miêu tả năm 2009 bởi Nishikawa.